# Ясевич-Бородаевская, Варвара Ивановна
Варва́ра Ива́новна Ясе́вич-Бородае́вская (1861—1920) — российская революционерка и правовед, исследовательница старообрядчества и сектантства, действительный член Русского географического и Петербургского религиозно-философского обществ, Юридического общества при Петербургском университете.

## Биография
Варвара Бородаевская (вторая фамилия Ясевич — от мужа Льва Ясевича) родилась в 1861 году (точная дата неизвестна) в Екатеринославской (или Херсонской) губернии в дворянской семье. Отец был майором Русской императорской армии.
В 1883 году — была слушательницей Высших женских курсов в Петербурге.
В начале 1880 года проживала в Петербурге, участвовала в деятельности литературных кружков, где познакомилась с Александром Пругавиным и под его влиянием занялась изучением раскола.
Летом 1883 года проживала с братьями Пругавиными и Н. Златовратским в селе Добрынском Владимирской губернии, обращая на себя внимание стремлением сблизиться с крестьянами (что для дворянки того времени было необычным).
Осенью 1883 года выехала за границу. В ноябре того же года общалась в Женеве с членами группы «Освобождение труда» и оказала группе небольшую финансовую помощь, а также получила их издания для провоза в Россию.
В декабре 1883 года вернулась из-за границы и временно проживала в Москве. В этом же году в газете «Русские ведомости» вышла её первая статья на тему сектантства, описывающая движение шалопутов на юге Украины. После выхода этой статьи Ясевич-Бородаевская неоднократно печаталась в прессе и выступала с докладами.
По распоряжению департамента полиции от 5 марта 1884 года была подчинена негласному надзору в связи с подозрением в революционной деятельности.
В 1885 году перебралась в Екатеринослав, где служила в губернской земской управе. Поддерживала отношения с народовольцами, считалась невестой Льва Ясевича. На её квартире в октябре 1885 года происходило одно из заседаний екатеринославского народовольческого съезда, в дела которого она, однако, не была посвящена.
В январе 1886 года уехала в Париж, где и вышла замуж за Ясевича.
Весной 1887 года переехала из Парижа в Швейцарию. После выдачи Ясевича австрийскими властями русскому правительству, получив разрешение, приехала в 1888 году в Петербург.
В мае 1889 года подала прошение об отдаче ей на поруки арестованного мужа, в июне того же года прошение о его помиловании.
В 1890 года полицейский надзор за нею прекращён вследствие прекращения революционной деятельности.
Впоследствии Ясевич-Бородаевская стала исследовательницей религиозных течений в России. В 1919—1920 годах жила в Петрограде.
Умерла летом 1920 года.

## Борьба за веру

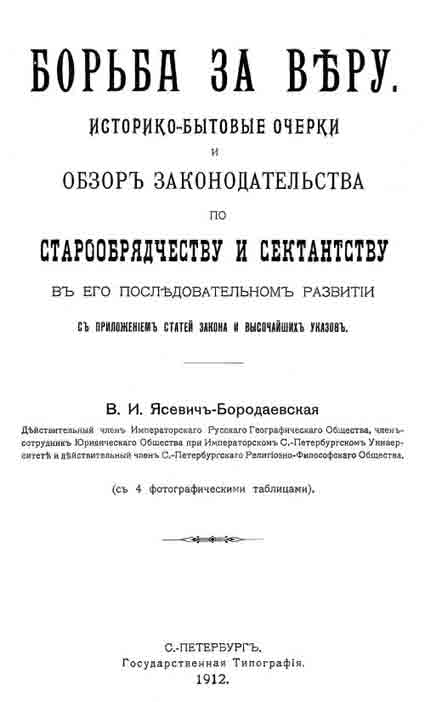
Титульная страница книги «Борьба за веру» В. И. Ясевич-Бородаевской, вышедшей в С.-Петербурге в 1912 году.

Варвара Ивановна Ясечич-Бородаевская оставила свой след в истории, прежде всего, как активный исследователь старообрядчества и русского сектантства, написавшая на эту тему труд «Борьба за веру: историко-бытовые очерки и обзор законодательства по старообрядчеству и сектантству в его последовательном развитии», вышедший в Санкт-Петербурге в 1912 году.
Данный труд представляет собой ценный источник по истории старообрядчества и сектантства в России в XIX — начале XX вв., в котором собраны разнообразнейшие материалы, касающиеся социального и правового положения религиозных течений христианства Российской империи, преследуемых властями и господствующей церковью. В книге на основе документов характеризуется уклад жизни сектантов и старообрядцев, их обычаи и традиции. Ценность данного труда заключается в том, что Ясевич-Бородаевская при его написании пользовалась не только архивными источниками, но в течение целых 25 лет непосредственно находилась в тесном общении с раскольниками и сектантами, исследуя их быт и мировоззрение.
Ясевич-Бородаевская в своём труде открыто симпатизирует многим религиозным группам, таким, как хлысты, молокане, малёванцы, штундисты, шалопуты, старается показать читателю их историческое и культурное значение и рассматривает возникновение сектантства в России как результат внутреннего развития народного духа, когда на смену традиционной религиозной идеологии приходят новые формы духовного творчества.
В главах, посвящённых немецким колонистам, проживающим на Украине, Ясевич-Бородаевская подчеркивает высокую образованность немецких колонистов-меннонитов, а также отсутствие у них многих вредных привычек и безупречный моральный облик их пастырей. Все это имело нравственное воздействие на живших по соседству православных русских крестьян.
Книга «Борьба за веру» также в значительной мере посвящена внутренним проблемам Российской православной церкви, которые становились все очевиднее к началу XX века.
На момент выхода книга Ясевич-Бородаевской была в то время фактически единственной в своем роде, поскольку вопрос об исследовании сектантства на тот момент никем в России до этого не затрагивался.
В 1905 году принимала непосредственное участие в работе над императорским указом о религиозной свободе, вышедшим в апреле того же года.

## Почётные звания
- Действительный член Императорского Русского географического общества.
- Действительный член Санкт-Петербургского религиозно-философского общества.
- Сотрудник Юридического общества при Императорском Санкт-Петербургском университете.